# Abdul Khalili
Abdulrahman Khalili (en árabe: عبد الرحمن خليلي‎; 7 de junio de 1992) es un futbolista sueco que juega como centrocampista para el Olympiakos Nicosia F. C. de la Primera División de Chipre. Es primo del también futbolista Imad Khalili.

## Vida
Abdul Khalili nació en el 7 de junio de 1992 en la ciudad sueca de Helsingborg. De padres palestinos, tiene la doble nacionalidad sueca y palestina.

## Carrera de clubes

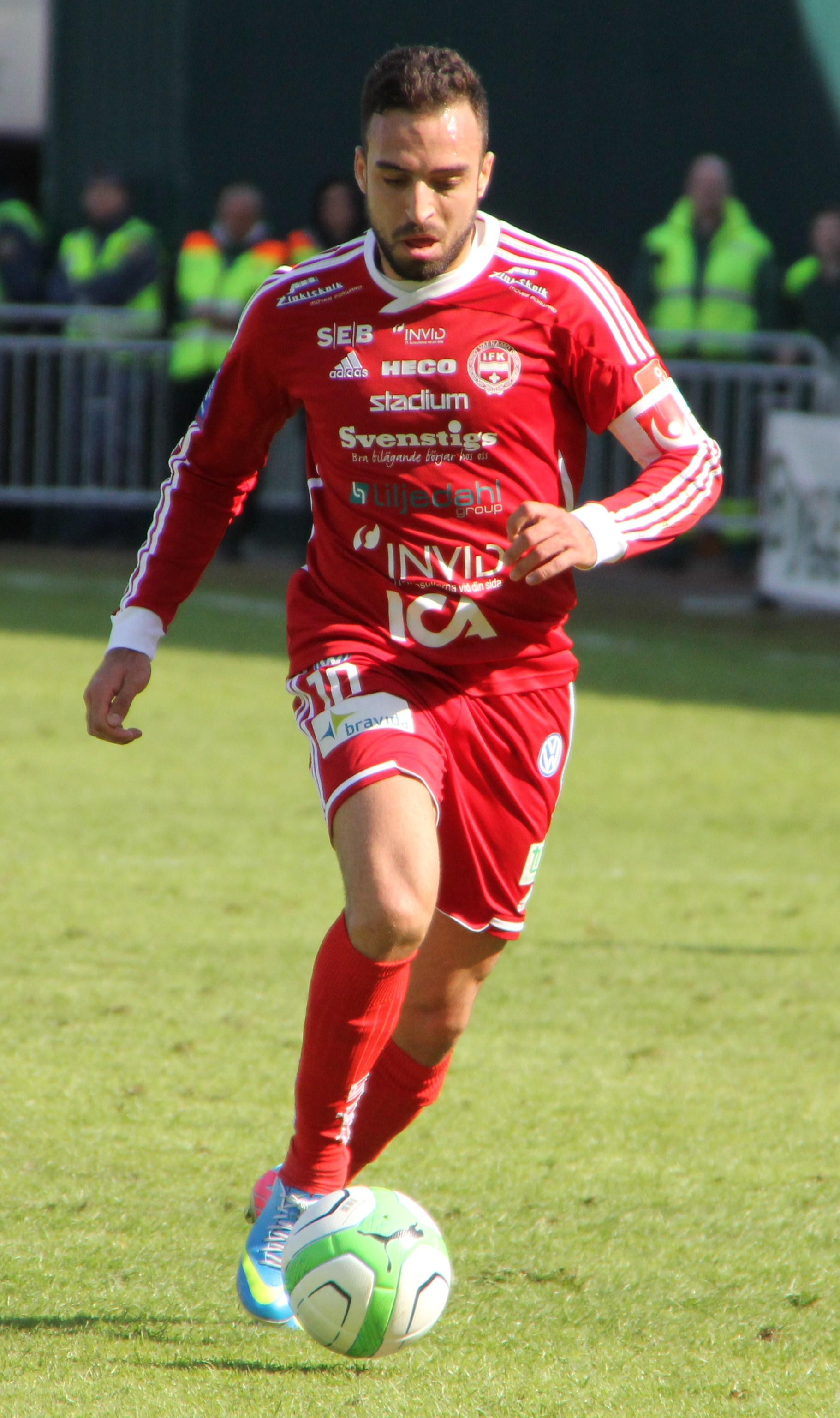
IFK Värnamos Abdul Khalili.

Khalili jugó en las categorías inferiores del Hogaborg hasta que en la temporada 2008-2009 firmó por el club de su ciudad natal, el Helsingborg. En este club se fue desarrollando hasta salir cedido al Värnamo en julio de 2011, aunque sería repescado por el Helsingborg en diciembre de ese mismo año y transferido definitivamente al Värnamo en enero de 2012. En julio de 2013, este club dio por terminado su contrato con el jugador, que estaría sin club hasta el 23 de enero de 2014, cuando volvió a firmar por el Helsingborg. Al finalizar la temporada 2013-2014 firmaría por el Mersin IY de la Liga Turca, en el que jugó hasta el verano de 2016, cuando se formalizó su traspaso al Genclerbirligi. Dos temporadas después, en la 2018-2019, el Kasımpaşa S. K. firmó a Khalili por 900.000 euros.

## Carrera internacional
Khalili formó parte de la selección de Suecia sub-21 que ganó la Eurocopa Sub-21 de 2015 aunque, en la tanda de penaltis de la final, su tiro fue detenido por el portero portugués José Sá.

## Palmarés

### Títulos nacionales
| Título         | Club            | País   | Año  |
| -------------- | --------------- | ------ | ---- |
| Copa de Suecia | Helsingborgs IF | Suecia | 2010 |
| Copa de Suecia | Hammarby IF     | Suecia | 2021 |

### Títulos internacionales
| Título         | Club (*)      | Sede            | Año  |
| -------------- | ------------- | --------------- | ---- |
| Europeo Sub-21 | Suecia sub-21 | República Checa | 2015 |

(*) Incluyendo la selección.